# Wellington Phoenix Football Club (femminile)
Il Wellington Phoenix Football Club, citato anche come Wellington Phoenix Women, è una squadra di calcio femminile professionistica neozelandese, sezione dell'omonimo club con sede a Wellington.
Istituita nel settembre 2021 nell'ambito del programma di espansione della A-League Women, il livello di vertice del campionato australiano femminile di calcio, il Wellington Phoenix Women, primo esempio di squadra professionistica in Nuova Zelanda, disputa il campionato con una doppia licenza, oltre a quella nazionale anche quella della Federcalcio australiana, ed è la prima squadra femminile straniera a disputare il campionato australiano.
La squadra gioca gli incontri interni presso il Wellington Regional Stadium di Wellington, impianto da 34 500 posti che sarà uno ddegli impianti designati per il Mondiale di calcio femminile di Australia e Nuova Zelanda 2023.

## Storia
Per diversi anni ci sono stati colloqui riguardanti la creazione di una squadra di calcio femminile professionistica in Nuova Zelanda in modo da aumentare il livello del calcio femminile in Nuova Zelanda e Oceania, affrontando anche le problematiche riguardante i costi di trasferimento per club e tifoseria per l'iscrizione al campionato australiano dato che in patria la Women's Premiership e la successiva New Zealand Women's National League presentava solo squadre dilettantistiche.
I colloqui si sono intensificati dopo che la Nuova Zelanda ha conquistato i diritti per co-ospitare la Coppa del Mondo femminile FIFA 2023 e la W-League australiana aveva in previsione di aggiungere altre tre squadre al proprio campionato entro quel periodo.
Nel settembre 2021 i Phoenix annunciarono di essere uno dei club presi in considerazione nell'ambito dell'espansione della W-League e successivamente confermarono la creazione di una squadra femminile.

## Allenatori
- Gemma Lewis (2021-)

## Organico

### Rosa 2021-2022
Rosa, ruoli e numeri di maglia come da sito ufficiale, aggiornati al 4 dicembre 2021.
| N. |                          | Ruolo | Calciatrice                |
| -- | ------------------------ | ----- | -------------------------- |
| 1  | Nuova Zelanda (bandiera) | P     | Lily Alfeld (capitano)     |
| 2  | Nuova Zelanda (bandiera) | D     | Saskia Vosper              |
| 3  | Nuova Zelanda (bandiera) | D     | Kate Taylor (vicecapitano) |
| 4  | Nuova Zelanda (bandiera) | D     | Mackenzie Barry            |
| 5  | Australia (bandiera)     | A     | Jordan Jasnos              |
| 6  | Australia (bandiera)     | C     | Isabel Gomez               |
| 7  | Nuova Zelanda (bandiera) | C     | Chloe Knott                |
| 8  | Nuova Zelanda (bandiera) | C     | Grace Wisnewski            |
| 9  | Nuova Zelanda (bandiera) | A     | Ava Pritchard              |
| 10 | Nuova Zelanda (bandiera) | A     | Grace Jale                 |

| N. |                          | Ruolo | Calciatrice         |
| -- | ------------------------ | ----- | ------------------- |
| 11 | Nuova Zelanda (bandiera) | A     | Kelli Brown         |
| 12 | Australia (bandiera)     | P     | Brianna Edwards     |
| 13 | Nuova Zelanda (bandiera) | C     | Te Reremoana Walker |
| 14 | Australia (bandiera)     | A     | Cushla Rue          |
| 15 | Nuova Zelanda (bandiera) | D     | Zoe McMeeken        |
| 16 | Australia (bandiera)     | C     | Hannah Jones        |
| 18 | Australia (bandiera)     | D     | Annabel Martin      |
| 19 | Nuova Zelanda (bandiera) | D     | Charlotte Lancaster |
| 20 | Nuova Zelanda (bandiera) | C     | Alyssa Whinham      |
|    | Australia (bandiera)     | D     | Talitha Kramer      |